# Blood and Honey
Blood and Honey – singel francuskiej piosenkarki Amandy Lear, wydany w 1976 roku.

## Ogólne informacje
Singel zapowiadał debiutancki album Amandy Lear, I Am a Photograph. Muzyka i słowa do utworu powstały przy współpracy artystki z Anthonym Monnem. Piosenka nawiązywała do obrazu Salvadora Dalí La miel es más dulce que la sangre (Miód jest słodszy niż krew).
Utwór wydano na singlu 7- jak i 12-calowym. Na stronie B umieszczono kompozycję „She’s Got the Devil in Her Eyes”, de facto instrumentalną wersję „Blood and Honey”. Single 12" zawierały wydłużoną wersję „Blood and Honey”. Piosenka od razu stała się przebojem, wchodząc do top 20 niemieckiej i włoskiej listy przebojów, i sprawiła, że kariera muzyczna Amandy nabrała tempa.
W 1998 roku Lear nagrała nową wersję „Blood and Honey” na album Back in Your Arms.

## Teledysk
Amanda Lear nagrała teledysk „Blood and Honey” dla niemieckiego programu Musikladen. Piosenkarce towarzyszą w nim dwie tancerki z twarzami pomalowanymi na biało. Wideoklip zrealizowany został przy użyciu techniki blue box.

## Lista ścieżek
- 7" single[1]

1. „Blood and Honey” – 4:45
2. „She’s Got the Devil in Her Eyes” – 3:05

## Pozycje na listach
| Kraj   | Pozycja |
| ------ | ------- |
| Niemcy | 12      |
| Włochy | 11      |